# Iotabrycon praecox
Iotabrycon
Genre
Genre
Iotabrycon praecox, unique représentant du genre Iotabrycon, est une espèce de poissons d'eau douce téléostéens de la famille des Characidae (ordre des Characiformes).

## Répartition
Iotabrycon praecox est endémique de l'Équateur où ce poisson se rencontre dans le bassin du río Vinces (de) dans la province de Los Ríos.

## Description
Iotabrycon praecox mesure au maximum 22 mm, queue non comprise.

## Systématique
Le genre Iotabrycon et l'espèce Iotabrycon praecox ont été décrits en 1973 par l'ichtyologiste américain Tyson R. Roberts (d),.

## Étymologie
Le nom générique, Iotabrycon, se compose du grec ancien ἰῶτα, iốta, « toute chose très petite », probablement en référence à la petite taille de l'espèce Iotabrycon praecox, et de brycon, suffixe fréquemment employé pour les Characiformes qui dérive du grec ancien βρύκω, brúkô, « mordre, grincer des dents », allusion faite aux maxillaires entièrement dentées.
L'épithète spécifique, du latin praecox, « qui murit avant l'heure », est présumée faire référence à la maturité atteinte à une très petite taille.

## Publication originale
- (en) Tyson R. Roberts, « The Glandulocaudine Characid Fishes of the Guayas Basin in Western Ecuador », Bulletin of the Museum of Comparative Zoology, Cambridge, Musée de Zoologie comparée, vol. 144, no 8,‎ 1973, p. 489-514 (ISSN 0027-4100 et 1938-2987, OCLC 1641426, lire en ligne).